# Mervärdesmat
Mervärdesmat eller nyttomat (engelska: Functional foods) är livsmedel som är utvecklade för att ge en specifik fysiologisk hälsoeffekt. Denna effekt skall vara vetenskapligt dokumenterad. Trenden med funktionell mat började i Japan i mitten på 1980-talet och har sedan dess snabbt spridit sig västerut. USA ligger i täten i väst men Europa börjar komma ifatt. Framförallt Finland, som leder flera spännande forskningsprojekt inom området. Begreppet dök upp för första gången 1990, enligt Livsmedelsverket.
För några år sedan rekommenderade Terminologicentrum (TNC) ordet mervärdesmat som en svensk benämning för functional foods. Förespråkarna hävdar att den benämningen sammanfattar vad som utmärker dessa livsmedel, det vill säga ett livsmedel som man får mer av, utöver det vanliga.

## Regelverk
Lagstiftning om att kunna använda hälsopåståenden om livsmedel har funnits i Sverige sedan 1990-talet. Information om fett- och fiberinnehåll samt nyckelhålsmärkning är några exempel. Ett annat sätt är den så kallade tvåstegsprincipen:
1. Ett allmänt erkänt samband mellan kost och hälsa nämns.
2. Näringsinnehållet kopplas samman med detta.

Det svenska regelverket utökades 2001 med produktspecifika påståenden, vilket innebär att livsmedelstillverkare får använda den hälsobefrämjande effekten i sin marknadsföring. Men det innebär att produkten först måste genomgå en klinisk prövning för att styrka den fysiologiska effekten. Därefter skall produkten granskas och godkännas av en expertpanel som utses av SNF, Swedish Nutrition Foundation som är en stiftelse vars medlemmar är livsmedestillverkare. Om denna panel finner att hälsopåståendet stämmer överens med dokumentationen får produkten hp-info-märket. Företaget KPL Good Food Practice i Uppsala (tidigare Centrum för klinisk prövning av livsmedel) och Functional Food Science Centre vid Lunds universitet är de två institutioner som utför dessa vetenskapliga tester i Sverige.

### Godkända produkter i Sverige
| Produkter                                                          | Hälsopåstående                                                                    |
| ------------------------------------------------------------------ | --------------------------------------------------------------------------------- |
| Hjärtans Lust hårdost baserad på rapsolja, Skånemejerier           | "Som ersättning för vanlig ost bidrar Hjärtans Lust till sänkta kolesterolvärden" |
| ProViva fruktdryck med Lactobacillus plantarum 299v, Skånemejerier | "ProViva minskar gasbildning i magen." (2003). Upphävt 2013.                      |
| Becel pro.activ matfett, Unilever Bestfoods AB                     | "Becel pro.activ sänker total- och LDL-kolesterol."                               |
| Primaliv yoghurt med müsli, Skånemejerier                          | "Primaliv utjämnar blodsockernivån efter en måltid."                              |

## Functional food science
Mervärdesmat-begreppet tänjer på näringslärans gränser mot flera andra vetenskapliga discipliner. Klassisk näringslära har fokus på de essentiella näringsämnenas betydelse för bristsjukdomar. Functional food science, som är den del av näringslära som studerar mervärdesmat, fokuserar istället på de fysiologiska effekter som är beroende av näringsämnen, men också av bioaktiva ämnen (non-nutrients), probiotika eller andra livsmedelsegenskaper, till exempel struktur.
Functional food science handlar främst om kunskap som ger möjligheter att förebygga multifaktoriella risksjukdomar – benskörhet, diabetes, hjärt-kärlsjukdomar, övervikt/fetma, vissa cancersjukdomar, högt blodtryck och mag-tarmsjukdomar – där kosten är en viktig faktor. Functional food science handlar också om kunskaper om positiva effekter på fysisk och psykisk prestationsförmåga. Produktområdet ligger därmed i gränslandet mellan traditionella livsmedel och naturläkemedel/läkemedel.

## Framställningsteknik
Mervärdesmat framställs genom traditionella processtekniker liksom med modern processbioteknik, men befinner sig på forskningsstadiet. Processerna äger rum i renrum, men har dock inte lika stora krav på renlighet som vid framställning av till exempel halvledare.